# Gonomyia sircari
Gonomyia sircari är en tvåvingeart som beskrevs av Alexander 1936. Gonomyia sircari ingår i släktet Gonomyia och familjen småharkrankar. Inga underarter finns listade i Catalogue of Life.